# Nguyễn Phúc Tường Hòa
Nguyễn Phúc Tường Hòa (chữ Hán: 阮福祥和; 14 tháng 6 năm 1827 – 28 tháng 6 năm 1847), phong hiệu Nghĩa Hà Công chúa (義河公主), là một công chúa con vua Minh Mạng nhà Nguyễn trong lịch sử Việt Nam.

## Tiểu sử
Hoàng nữ Tường Hòa sinh ngày 20 tháng 5 (âm lịch) năm Đinh Hợi (1827), là con gái thứ 27 của vua Minh Mạng, mẹ là Tứ giai Huệ tần Trần Thị Huân. Công chúa là con thứ tư của bà Huệ tần, là chị em cùng mẹ với An Cát Công chúa Nhu Thục, hoàng tử Miên Trạch (chết yểu), Quảng Ninh Quận vương Miên Mật, hoàng tử Miên Tỉnh (chết yểu), An Quốc công Miên Ngung, Phương Hương Công chúa Nhàn An, Xuân Hòa Công chúa Thục Tư, hoàng tử Miên Thất (chết yểu), Mỹ Duệ Công chúa Hòa Nhàn, Đa Lộc Công chúa Nhu Hòa, Thông Lãng Công chúa Lương Nhàn, hoàng nữ Lương Tĩnh (chết yểu), hoàng tử Miên Sách (mất sớm) và Nghi Xuân Công chúa Phúc Tường.
Năm Thiệu Trị thứ 7 (1847), Đinh Mùi, ngày 16 tháng 5 (âm lịch), công chúa Tường Hòa mất khi mới 21 tuổi, thụy là Tuệ Tĩnh (慧靜). Bà được truy tặng làm Nghĩa Hà Công chúa (義河公主), không rõ là vào năm nào. Mộ của công chúa được táng tại Dương Xuân (thuộc Hương Thủy, Thừa Thiên - Huế). Ban đầu, chúa được thờ ở hậu từ đền Triển Thân, năm Hàm Nghi thứ nhất (1885) được hợp thờ ở đền Thân Huân.